# Purvalankis
Purvalankis/Įlanka Purvalankis je potok/záliv u jezera/laguny Krokų Lanka (ežeras Krokų Lanka) a u vesnice Minija v seniorátu Kintai (Kintų seniūnija) v okrese Šilutė v Klaipėdském kraji v západní Litvě.

## Další informace
Purvalankis, který se využívá také ke sportovnímu rybaření a lodní dopravě, se nachází v deltě řeky Nemunas (delta Němenu). Je levým přítokem řeky Minija a u soutoku je přístav. Délka společného ramene delt Němenu a Minije jménem Purvalankis je 1,47 km. Průliv se nachází v nadmořské výšce 5 m. Purvalankis je také součásti Regionálního parku Delta Němenu (Nemuno deltos regioninis parkas), který chrání cenná biologická společenstva.

## Galerie

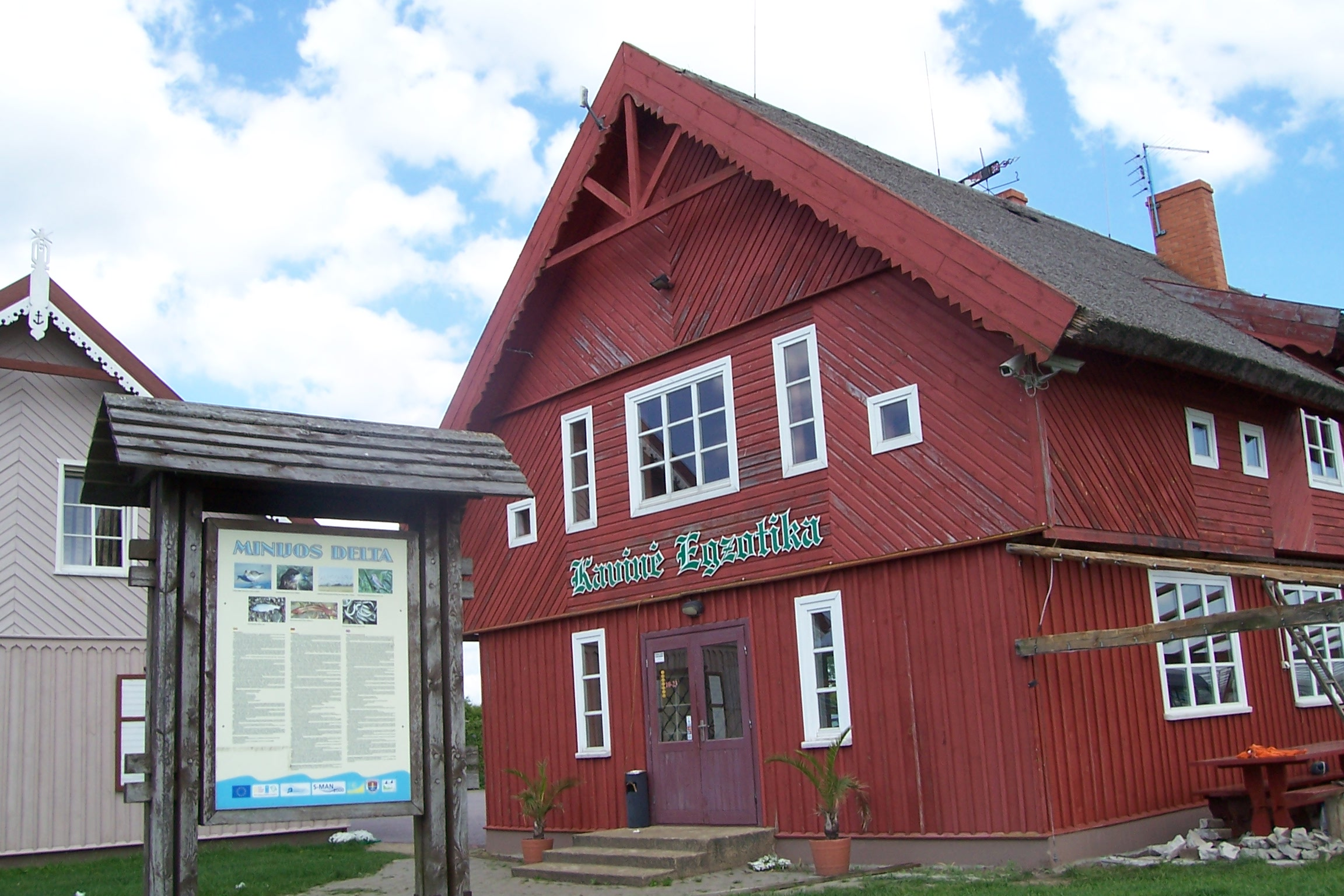
Kavárna Egzotika ve vsi Mingė na soutoku Minije s Purvalankisem

## Mapa delty Němenu
| DELTA NĚMENU Atmata Atšakėlė Aukštumala Aukštumalos protaka Bevardis Bevardė Briedžių Dumblė Kadaginis Kiemo Kniaupas Krokų Lanka Kubilių Kurský záliv Leitė Minija Naikupė Pakalnė Palankys Záliv Prūsinė Purvalankis Ragininkų Rindos šaka Záliv Rindutė Rusnaitė Rusnė (Němen) Rusnė Senoji Skirvytė Skatulė Skirvytė (Severnaja) Šakutė Záliv Šilinė Šventos Elenos Šyša Šyškrantė Tiesioji Trušių Ulmas Uostadvaris Duobelė Upaitis Vidujinė Vikis Vilkinė Vilkinės Vito Vorusnė Voryčia Vytinė Vytinės Uostas Zingelinė |